# Luigi Brambilla
Luigi Brambilla (Milano, 13 giugno 1909 – Milano, 28 dicembre 1977) è stato un architetto italiano.

## Biografia
Laureatosi in architettura al Politecnico di Milano nel 1938, iniziò a lavorare come associato dello studio di Alberto Alpago Novello, Ottavio Cabiati e Guido Ferrazza, per poi subentrare come prosecutore delle opere di Cabiati dopo la sua morte nel 1956.
Collaborò con l'arcidiocesi di Milano, fu componente della commissione diocesana di arte sacra, per la quale disegnò arredi sacri, e fu molto attivo soprattutto nella progettazione di edifici religiosi, come chiese e complessi parrocchiali. Tra le realizzazioni a Milano si ricordano il centro parrocchiale della Santissima Trinità (1960-1967), la chiesa dei Santi Silvestro e Martino (1965-1974) a Niguarda, il rifacimento della chiesa di Santa Francesca Romana (1960-1967) e della chiesa di Santa Maria al Naviglio (1962-1977); mentre nell'area metropolitana meneghina progettò il complesso della parrocchia di Santa Valeria (1968), le chiese di San Giovanni Bosco e della Beata Vergine Addolorata (1961-1963), l'ampliamento del cimitero maggiore, il rifacimento della basilica collegiata di San Giuseppe (1960-1975) e della torre del Barbarossa (1963) a Seregno; la chiesa di Santo Stefano protomartire (1968-1969) a Monvalle; altri edifici religiosi a Bergamo (1955-1958), Busto Arsizio (1967-1972), Casteggio (1963-1964), Trezzo sull'Adda (1966-1969), Vittuone (1966-1967), Montesiro e Montevecchia.
Espose più volte alla Triennale di Milano. Secondo il Centro di alti studi di arti visive di Milano, nelle opere di Brambilla degli anni sessanta «le strutture portanti in calcestruzzo armato rivestite con intonaci decorativi o con lastre di ceppo lombardo caratterizzano un linguaggio evidente e ritmico».